# Rysum

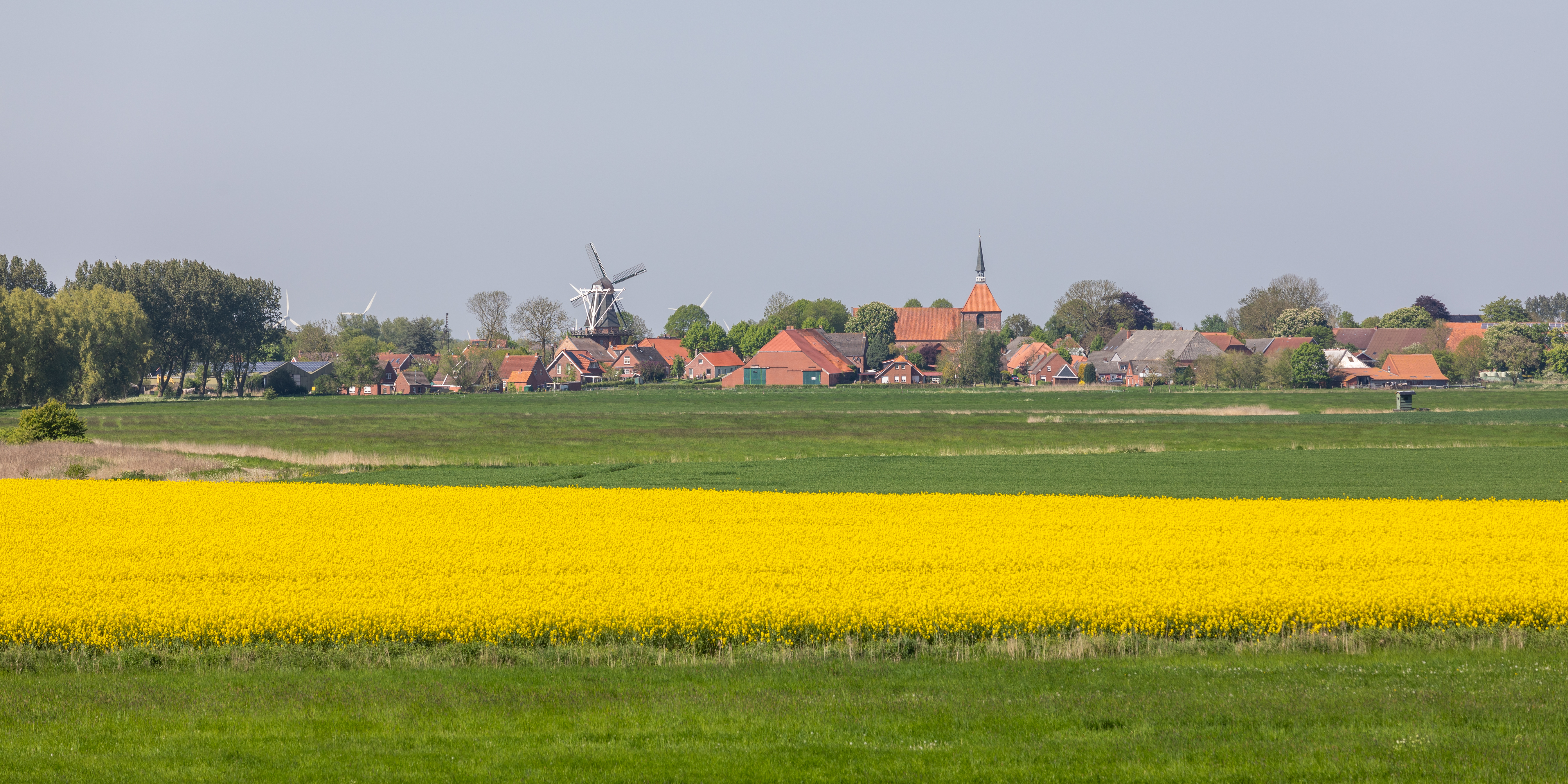
Blick von Süden auf Rysum

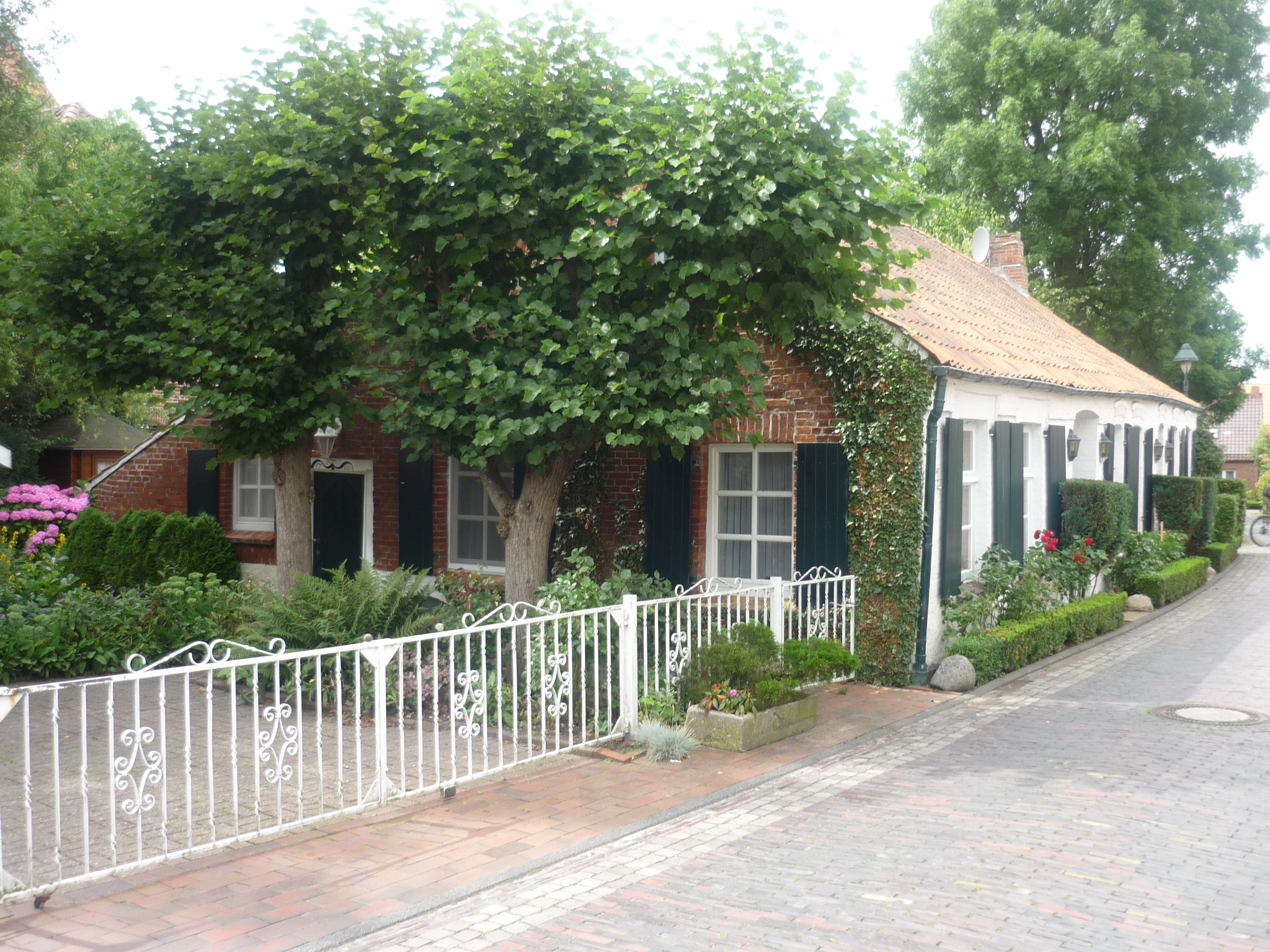
Landarbeiterhaus von 1766 – ältestes Haus des Ortes

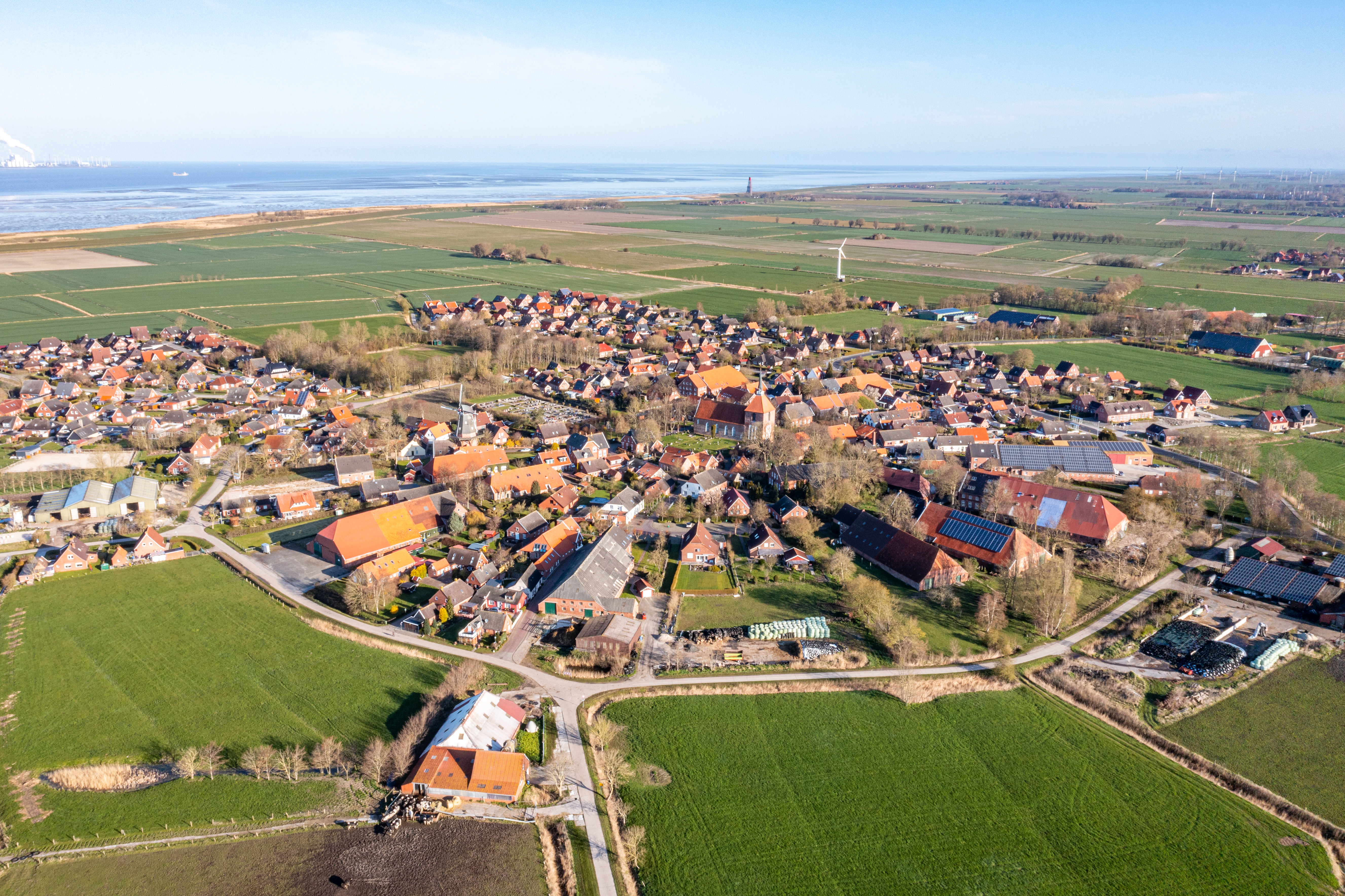
Warftendorf Rysum

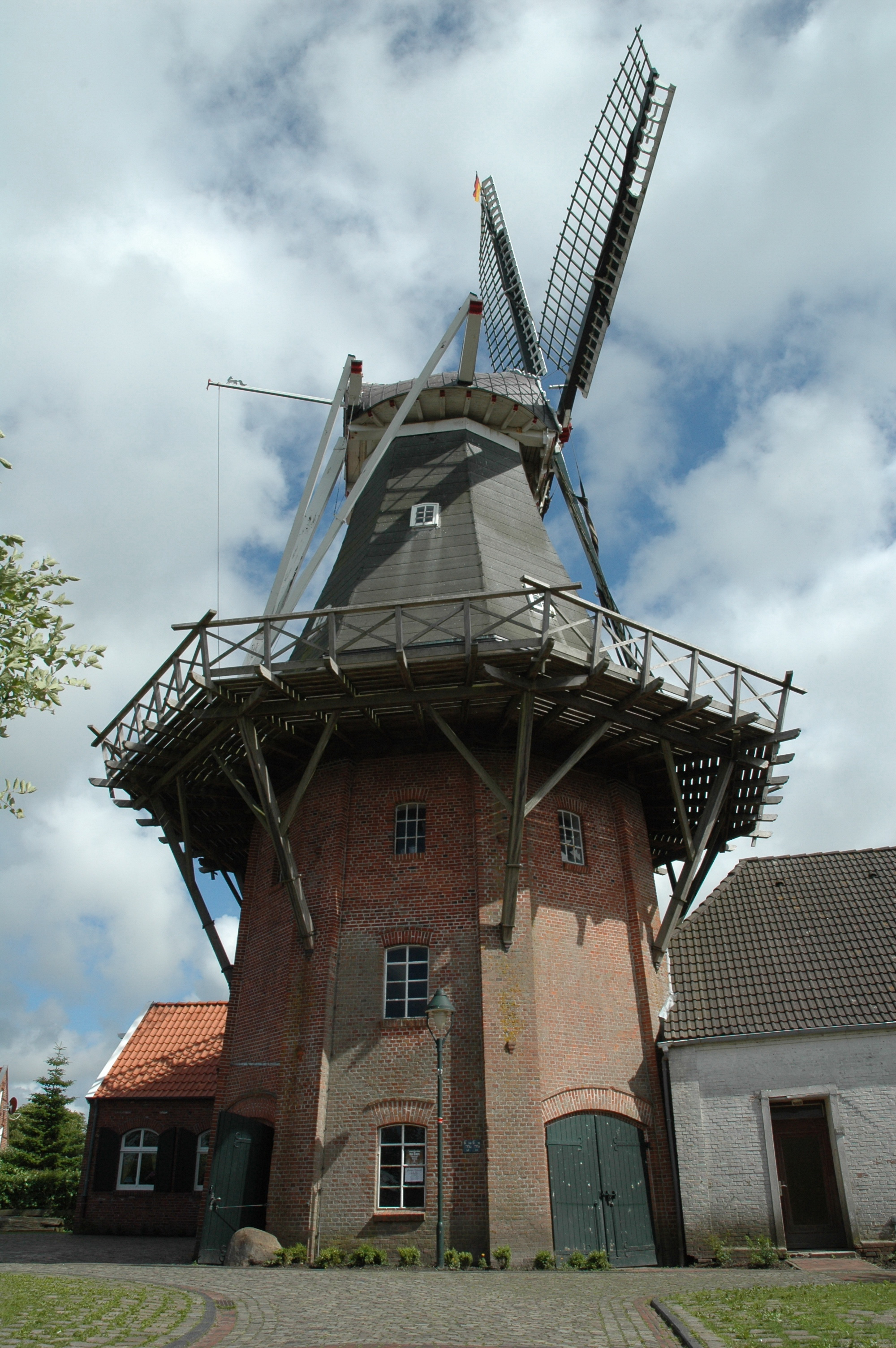
Die Rysumer Mühle

Rysum ist ein Rundwarftendorf elf Kilometer westlich von Emden in Ostfriesland. Der Ort ist mit 18 weiteren Ortschaften Teil der Gemeinde Krummhörn, am 31. Dezember 2012 hatte er 689 Einwohner. Um das Jahr 1000 wurde der Ort Hrisinghem genannt.

## Geografie
Rysum ist das südlichste Dorf der Gemeinde Krummhörn und das südwestlichste des Landkreises Aurich. Es befindet sich etwa elf Kilometer westlich des Stadtkerns von Emden. Im Süden und Osten grenzt die Rysumer Gemarkung an den Emder Stadtteil Wybelsum, einen Teil der Grenze bildet das Knockster Tief. Im Norden liegt der Krummhörner Nachbarort Loquard. Westlich von Rysum befindet sich die Außenems. Vor der Außenems und der Nordsee wird die Rysumer Gemarkung durch den Seedeich geschützt, der von der Deichacht Krummhörn unterhalten wird. Vor dem Deich befindet sich Deichvorland zum zusätzlichen Schutz bei Sturmfluten. Von Rysum führt in östlicher Richtung das Rysumer Tief, das einst mit dem Knockster Tief verbunden war. In südöstlicher Richtung fließt das Alte Tief dem Knockster Tief zu. Das Wasser des Alten Tiefs wird durch ein Pumpwerk in das Knockster Tief gefördert. Somit ist Rysum das einzige der 19 Krummhörner Dörfer, das keine direkte schiffbare Verbindung (mehr) zum Kanal- und Wasserstraßennetz nordwestlich von Emden hat.
Sehenswert ist Rysum aufgrund seiner Ausgestaltung als Warftendorf, das heißt, es liegt auf einem künstlich angelegten Hügel. Die Dorfwarft liegt sechs Meter über dem Meeresspiegel und hat einen Durchmesser von knapp 400 Metern. Dieser „Hügel“ diente lange vor dem Deichbau als einzig wirksamer Hochwasserschutz. Zeugnis dieser Zeit liefert auch der so genannte Zingel, ein eingedeichter Wiesenbereich, der an die Warft angrenzt. In ihn wurden früher bei Hochwasser die Tiere getrieben, um auch sie vor den Fluten zu schützen.

## Geschichte
Rysum war eine der zehn alten sogenannten Herrlichkeiten Ostfrieslands; ihre Besitzer waren direkt dem Fürsten unterstellt und besaßen die niedere Gerichtsbarkeit. Der Ort wurde in den Werdener Urbaren erstmals im 10. Jahrhundert als Hrisinghem erwähnt. Der Name setzt sich vermutlich aus dem Rufnamen Hriso, dem Kollektivsuffix -ing und der Endung -hem für Heim zusammen. Wie bei vielen anderen Orten Ostfrieslands auch wurde die Endung später zu -um, die unbetonte Mittelsilbe hingegen verschwand. Als Risum wurde das Dorf erstmals 1355 bezeichnet, in der heutigen Schreibweise erstmals 1438.
Bis 1484 gehörte das Rysumer Gebiet zur Herrlichkeit Loquard und wurde von den dortigen Häuptlingen regiert. 1484 erscheint aber Eggerik als alleiniger Häuptling von Rysum. Da er ohne Erben blieb, fiel die Herrschaft aber wieder an Loquard zurück. Als auch Keno von Loquard kinderlos verstarb, gingen beide Burgsitze an seinen Schwager Viktor Frese. Die von ihm zwischen 1487 und 1490 erbaute Burg westlich der Kirche wurde schon um 1500 wieder aufgegeben, da er in Loquard wohnen blieb. Erst als seine Nachkommen 1556 das Erbe erneut teilten, ist die Burg neu errichtet worden. Sie bestand dann aus einem zweigeschossigen und zweiflügeligen Hauptgebäude mit Treppenturm und einem Vordergebäude mit dem Zugang über den Burggraben. Später ging die Burg an die von Dehlen und die von Houstede. Nach 1720 verfielen die Gebäude allmählich und bis 1760 wurden sie alle bis auf das Hauptgebäude niedergelegt. Um 1900 war die Anlage verschwunden.
Die Weihnachtsflut 1717 traf Rysum schwer. Nach einer zeitgenössischen Übersicht des Prädikanten Jacobus Isebrandi Harkenroth kamen 13 Menschen ums Leben. Vier Pferde, fünf Rinder und 39 Schafe ertranken; drei Häuser wurden völlig und 17 teilweise zerstört.
Mit Ostfriesland kam die Herrlichkeit Rysum im Jahr 1744 zu Preußen. Aus preußischen Statistiken der Jahre 1805/06 geht hervor, dass es in jenen Jahren in der Herrlichkeit 30 Bewohner ganzer Plätze, 15 Bewohner halber und acht Bewohner eines viertel Platzes, also kleinerer Höfe, gab. Hinzu kamen fünf Warfsleute, Kötter und Hausleute. Es gab einen Verwalter des adligen Gutes, einen Prediger und zwei Küster. In jenen Jahren hatten neun Juden ihren Wohnsitz in Rysum. Die Einwohnerzahl der Herrlichkeit betrug 679 und lag damit in etwa so hoch wie zu Beginn des 21. Jahrhunderts. Zur Landwirtschaft in dem Marschendorf, die neben den genannten Bauern auch 20 Acker- und Fuhrleute sowie einen Hirten umfasste, kam ein diversifiziertes Gewerbeleben hinzu. So gab es im Handwerk jeweils sechs Zimmerleute und Schneider, vier Schuster, jeweils drei Schmiede und Bäcker, jeweils zwei Maurer, Brauer und Leineweber sowie jeweils einen Kalkbrenner, Radmacher, Böttcher und Branntweinbrenner. Im Handel waren vier Krämer, sechs Schiffer und zwei Gastwirte tätig. Für die medizinische Versorgung waren ein Bader und Feldscher sowie zwei Hebammen zuständig. 68 Personen verdienten zudem ihren Lebensunterhalt als Tagelöhner. In der Landwirtschaft waren 300 Stück Rindvieh zu verzeichnen (darunter 14 Ochsen und 76 Stück Jungvieh), 418 Schafe und 170 Pferde. Während ein Schwerpunkt also auf der Schafhaltung lag, spielte die Schweinezucht in Rysum zu jener Zeit überhaupt keine Rolle. Im Ackerbau konzentrierten sich die Landwirte auf Hafer und vor allem Raps, bauten in geringerem Umfang aber auch Weizen, Roggen, Gerste, Kartoffeln, Erbsen und Bohnen an.
Jahrhundertelang waren die natürlichen Tiefs und die Entwässerungskanäle, die die Krummhörn in einem dichten Netz durchziehen, der wichtigste Verkehrsträger. Über Gräben und Kanäle waren nicht nur die Dörfer, sondern auch viele Hofstellen mit der Stadt Emden und dem Hafenort Greetsiel verbunden. Besonders der Bootsverkehr mit Emden war von Bedeutung. Dorfschiffer übernahmen die Versorgung der Orte mit Gütern aus der Stadt und lieferten in der Gegenrichtung landwirtschaftliche Produkte: „Vom Sielhafenort transportierten kleinere Schiffe, sogenannte Loogschiffe, die umgeschlagene Fracht ins Binnenland und versorgten die Marschdörfer (loog = Dorf). Bis ins 20. Jahrhundert belebten die Loogschiffe aus der Krummhörn die Kanäle der Stadt Emden.“ Bereits 1824 schrieb der Kulturhistoriker Fridrich Arends in seiner Erdbeschreibung des Fürstenthums Ostfriesland und des Harlingerlandes: „Mit Wasser ist kein Amt reichlicher versehen wie dieses. (…) Im Winter und Frühling geschieht der Transport des Korns und sonstiger Güter sowohl in diesem als im Greetmer Amt immer zu Wasser, welches bei den schlechten Kleiwegen in der Jahreszeit außerordentlichen Nutzen hat.“ Torf, der zumeist in den ostfriesischen Fehnen gewonnen wurde, spielte über Jahrhunderte eine wichtige Rolle als Heizmaterial für die Bewohner der Krummhörn. Die Torfschiffe brachten das Material auf dem ostfriesischen Kanalnetz bis in die Dörfer der Krummhörn, darunter auch nach Rysum. Auf ihrer Rückfahrt in die Fehnsiedlungen nahmen die Torfschiffer oftmals Kleiboden aus der Marsch sowie den Dung des Viehs mit, mit dem sie zu Hause ihre abgetorften Flächen düngten.
Während der Hannoverschen Zeit Ostfrieslands (1815–1866) war die Herrlichkeit Rysum dem Amt Emden angegliedert, da Rysum kein eigenes Patrimonialgericht besaß. Rysum zählte zum Amt Emden (1824), darin zur Vogtei Larrelt und darin wiederum zur Untervogtei Loquard, die neben Loquard und Rysum auch Campen, Heiselhusen, Woltzeten und Canum umfasste. Die Rechtsnachfolge der ehemaligen Herrlichkeit liegt heute in der Familie v. Quistorp.
Am 1. Juli 1972 wurde Rysum in die neue Gemeinde Krummhörn eingegliedert.

## Politik

### Wappen
Das die Farben Silber und Blau tragende Wappen ist im Wellenschnitt geteilt. Es zeigt oben einen wachsenden schwarzen Adler und unten ein silbernes dreiblättriges Kleeblatt. Der Adler stammt aus dem Wappen der Häuptlinge von Loquard und verweist auf die Zusammengehörigkeit der Herrlichkeiten Loquard und Rysum, die bis 1484 währte. Die Farben Silber und Blau in unteren Schildhälfte erinnern an die Herrschaft der Adelsfamilie Frese.

## Kultur und Sehenswürdigkeiten

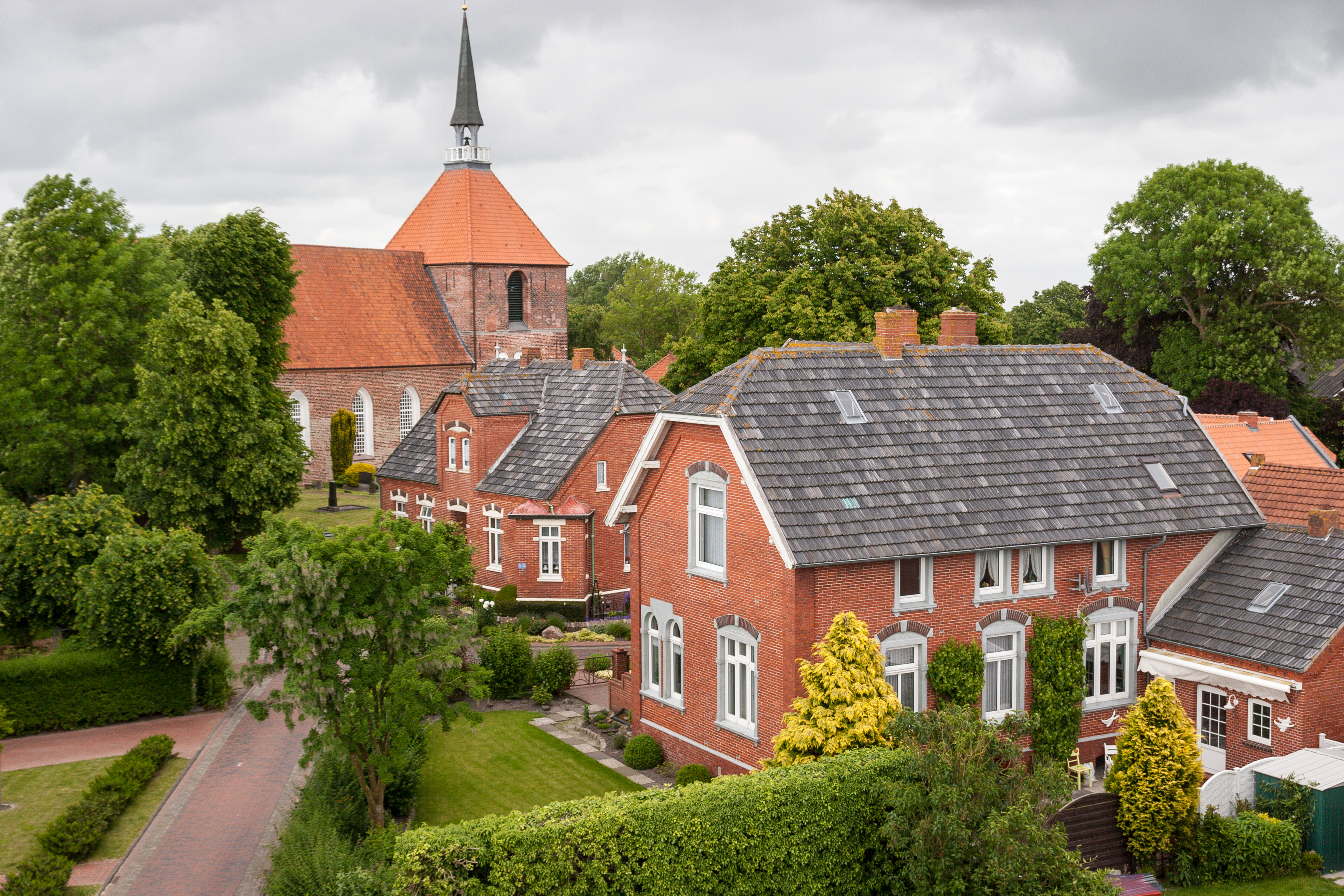
Kirche im Ortskern

In der Rysumer Kirche, die als Ortsmittelpunkt an der höchsten Stelle der Warft gebaut wurde, befindet sich die älteste noch bespielbare und im Grundbestand erhaltene Orgel Nordeuropas aus der Zeit um 1440. Erwähnenswert ist die in unmittelbarer Nähe zur Kirche befindliche Rysumer Mühle von 1895. Im Ortskern gibt es darüber hinaus eine größere Zahl von älteren Gulfhöfen und Landarbeiterhäuschen, deren ältestes aus dem Jahr 1766 stammt und das älteste Wohngebäude des Ortes (und das zweitälteste Gebäude nach der Kirche) ist.

## Wirtschaft und Infrastruktur
Die Hauptstraße durch Rysum ist die Landesstraße 2 von Neermoor über Emden und Rysum nach Pewsum. Sie führt nördlich am historischen Ortskern vorbei. Zwischen Rysum und Wybelsum ist ein Radweg entlang der Landesstraße nur auf dem Emder Teilstück vorhanden, der Lückenschluss bis Rysum noch nicht erfolgt. Der öffentliche Nahverkehr wird durch die Linie 422 der Bahn-Tochtergesellschaft Weser-Ems-Bus bedient, die Emden über Rysum mit Pewsum verbindet. Sie verkehrt von Montag bis Freitag nahezu stündlich, am Wochenende weniger. Rysum verfügt nicht über eine eigene Schule. Die Grundschule befindet sich – wie auch der nächstgelegene Kindergarten – im Nachbarort Loquard, weiterführende Schulen in Pewsum und Emden.

## Persönlichkeiten
- Karl Eduard Immer (1916–1984), Präses der Evangelischen Kirche im Rheinland, wurde am 28. Mai 1916 in Rysum geboren. Sein Vater, Karl Immanuel Immer, geboren am 1. Mai 1888 in Manslagt, war  von 1914 bis 1925 Pastor in Rysum. Er gilt als einer der bekanntesten Wortführer der Bekennenden Kirche.